# Antiek theater van Ohrid
Het antieke theater van Ohrid is een oud-Grieks theater uit de Hellenistische periode, gelegen in Ohrid, Noord-Macedonië. Het werd gebouwd in 200 v.Chr., en heeft een oppervlakte van ongeveer 4000 m². Het is onduidelijk hoeveel zitplaatsen het theater had, omdat alleen het onderste gedeelte van het theater bewaard is gebleven. Het theater werd pas in de 20e eeuw ontdekt. De eerste opgravingen vonden plaats in 1959 en 1960. Bij die opgravingen zijn twee afbeeldingen gevonden van Dionysos en de Muzen. Tegenwoordig vinden er regelmatig evenementen plaats in het theater.
In 1980 is het theater toegevoegd aan de werelderfgoedlijst van UNESCO.